# Booka Shade
Booka Shade – niemiecki duet houseowy. Zespół został stworzony przez Waltera Merziger i Arno Kammermeier, którzy określani są jako weterani frankfurckiej elektronicznej sceny muzycznej. Do tej pory wydali cztery albumy Memento, Movements, The Sun & the Neon Light i More!. W 2005 roku single "Mandarine Girl" i "Body Language" zdobyły bardzo dużą popularność w klubach.
W 2002 roku duet wraz z DJ T. i M.A.N.D.Y. założył wytwórnię płytową Get Physical Records.

## Dyskografia

### Albumy
- 2004: Memento
- 2006: Movements
- 2007: DJ-Kicks
- 2008: The Sun And The Neon Light
- 2010: More!
- 2013: Eve

### Single
- 1995 "Kind of Good"
- 1996 "Silk"
- 2004 "Every Day in My Life" (Marc Romboy vs. Booka Shade)
- 2004 "Stupid Questions"
- 2004 "Vertigo / Memento"
- 2005 "Body Language" (M.A.N.D.Y. vs. Booka Shade)
- 2005 "Mandarine Girl"
- 2005 "Memento Album Remixes"
- 2006 "Darko"
- 2006 "In White Rooms"
- 2006 "Night Falls"
- 2006 "Played Runner" (DJ T. vs. Booka Shade)
- 2007 "Body Language" (M.A.N.D.Y. vs. Booka Shade) (remixes)
- 2007 "Tickle / Karma Car"
- 2007 "Numbers (DJ Kicks)"
- 2008 "Charlotte"
- 2008 "Donut" (M.A.N.D.Y. vs. Booka Shade)
- 2010 "Bad Love"
- 2010 "Teenage Spaceman"
- 2010 "Regenerate"

### Remixy
- Roxy Music – Thrill Of It All (M.A.N.D.Y. vs. Booka Shade Mix)
- Tiga – 3 Weeks (Booka Shade Vocal Mix)
- Azzido Da Bass – Lonely By Your Side
- Yello – Oh Yeah (Booka Shade Remix)
- Moby – Dream About Me (Booka Shade Remix)
- Tahiti 80 – Big Day (Booka Shade Remix)
- The Juan McLean – Tito’s Way (Booka Shade Remix)
- Chelonis R. Jones – Middle Finger Music
- Depeche Mode – Martyr (Booka Shade Dub)
- Depeche Mode – Martyr (Booka Shade Full Vocal Mix Edit)
- Depeche Mode – Martyr (Booka Shade Travel Mix)
- Dave Gahan – Kingdom (Booka Shade Club Mix)
- Dave Gahan – Kingdom (Booka Shade Dub Mix)
- Booka 4 All – Suck my vision [Get Physical Rec. TM)

#### Razem z M.A.N.D.Y.
- Rocker's HiFi – Push Push (Great Stuff)
- Röyksopp – 49% (Wall of sound/Labels)
- Lindstrom – I Feel Spaced (Playhouse)
- Mylo – In my arms (Breastfed)
- Fischerspooner – Just Let Go (Gigolo)
- The Knife – Pass This On (Rabbid/V2)
- Freeform Five – Strangest Things (Ultimate Dilemma)
- Wessling & Schrom – Donauwellen (Boxer)
- Joakim – Come Into My Kitchen (Tigersushi)
- Röyksopp – Sparks (Wall of Sound)
- Galleon – So, I Begin (Sony)
- Silicone Soul – Right On (Soma)
- Daniel Bedingfield – Gotta Get Thru This (Relentless)
- Studio 69 feat. Karl Frierson – Promised Land (Jive)
- Sugababes – Round Round (Island Records/Universal)
- DJ Monique – Dreams (Sony)
- Mambotur – El Planta (Multicolor)
- Galleon – One Sign (Sony)
- Laurie Anderson – Oh Superman (Get Physical Music)

#### Razem z DJ T.
- Spektrum – Mayday
- Nucleus – Jam On It
- Mylo – Muscle Car
- Will Saul – Animal Magic
- Artofdisco by Vince – Superworld
- Random Factor – After The Tone
- Thomilla – Freaky Girl